# Veurne
Veurne (fr. Furnes, vls. Veurn) – miasto w północno-zachodniej Belgii, w Regionie Flamandzkim, w prowincji Flandria Zachodnia, siedziba administracyjna okręgu Veurne. 1 stycznia 2024 liczyła 12 542 mieszkańców. W jego pobliżu leży największa depresja na terenie kraju sięgająca 4 m p.p.m.

## Podział administracyjny
W skład gminy wchodzi dziesięć dzielnic (deelgemeente): 
- Avekapelle (Avecappelle)
- Booitshoeke (Boitshoucke)
- Bulskamp
- De Moeren (Les Moëres)
- Eggewaartskapelle
- Houtem (Houthem)
- Steenkerke
- Vinkem
- Wulveringem
- Zoutenaaie

## Współpraca
Miejscowość partnerska:
- Rösrath, Niemcy

## Transport
W mieście znajduje się stacja kolejowa Veurne.